# 雷迪斯里弗鎮區 (北卡羅萊納州威爾克斯縣)
雷迪斯里弗鎮區（英語：Reddies River Township）是位於美國北卡羅萊納州威爾克斯縣的一個鎮區。

## 地方資料
雷迪斯里弗鎮區的面積為96.34平方千米，皆為陸地。根據2020年美國人口普查的數據，當地共有人口10947人，而人口密度為每平方千米113.63人。